# Claude Guéant
Pour les articles homonymes, voir Guéant.
Claude Guéant, né le 17 janvier 1945 à Vimy (Pas-de-Calais), est un haut fonctionnaire et homme politique français.
Ancien préfet, il est nommé secrétaire général de la présidence de la République française le 16 mai 2007, jour de l'investiture de Nicolas Sarkozy. Il quitte ses fonctions le 27 février 2011 pour devenir ministre de l'Intérieur, de l'Outre-mer, des Collectivités territoriales et de l'Immigration, fonction qu'il occupe jusqu'au 10 mai 2012.
Mis en cause dans de nombreuses affaires, il est définitivement condamné en 2019 à deux ans d'emprisonnement, dont un an ferme, et à une interdiction d'exercer toute fonction publique pendant cinq ans, pour complicité de détournement de fonds publics et recel dans l'affaire des primes en liquide, à la suite de laquelle il est incarcéré en décembre 2021. Il est ensuite condamné en première instance à une peine d'un an d'emprisonnement, dont huit mois ferme, en janvier 2022 pour favoritisme dans l'affaire des sondages de l'Élysée. Il bénéficie d'une libération conditionnelle en février 2022, après presque deux mois passés à la prison de la Santé. En novembre 2022, il est à nouveau condamné à dix-huit mois de prison dont six mois ferme pour escroquerie des frais de sa campagne législative de 2012.
Il est jugé depuis janvier 2025 dans le cadre du procès de l'affaire Sarkozy-Kadhafi, pour neuf délits, parmi lesquels : blanchiment de fraude fiscale en bande organisée, corruption passive, complicité de financement illégal de campagne électorale et association de malfaiteurs.

## Famille et vie privée

### Jeunesse et études
Claude Guéant est le fils de Robert Guéant, employé d'une entreprise de transport, et de Madeleine Leclercq, institutrice.
Grâce à un accessit au concours général d'anglais, il passe une année d'études aux États-Unis, dans le Minnesota. Il revient suivre des études supérieures à la faculté de droit de Paris, où il obtient une licence de droit, et à l'Institut d'études politiques de Paris. Il est admis à l'École nationale d'administration (promotion Thomas More, 1969-1971), dont il sort 17e. Il choisit l'administration préfectorale.

### Vie familiale
Veuf depuis octobre 2008 de Rose-Marie Benoist, morte d'un cancer fulgurant, il est père de deux enfants, Marie Sophie et François (né en 1975), conseiller régional de Bretagne, suppléant du député du Morbihan UMP Loïc Bouvard entre 2007 et 2012, et candidat malheureux aux élections législatives dans la circonscription de Ploërmel en 2012,.

## Carrière et responsabilités publiques

### Haut fonctionnaire et préfet
En 1971, il devient directeur de cabinet du préfet du Finistère. En 1973, il devient secrétaire général pour les affaires économiques de la Guadeloupe. De 1977 à 1981, il est conseiller technique au cabinet de Christian Bonnet, ministre de l'Intérieur. Il est chargé des problèmes de sécurité intérieure aux côtés de Jean Paolini, le directeur de cabinet du ministre, ancien préfet de police. Claude Guéant est le permanencier au ministère de l'Intérieur le 29 octobre 1979, nuit de la mort du ministre du Travail, Robert Boulin.
Nommé sous-préfet hors classe, il travaille auprès du préfet de la région Centre, puis est nommé secrétaire général de la préfecture de l'Hérault puis des Hauts-de-Seine.
En 1991, il est nommé préfet des Hautes-Alpes.
En 1994, Charles Pasqua l'appelle à ses côtés, au ministère de l'Intérieur et de l'Aménagement du territoire, comme directeur-adjoint de cabinet, puis le nomme directeur général de la Police nationale.
En 1998, Claude Guéant est nommé préfet du Doubs, préfet de la région Franche-Comté. En 2000, il est nommé préfet d'Ille-et-Vilaine, préfet de la région Bretagne, préfet de la zone de défense Ouest.

### Directeur de cabinet de Nicolas Sarkozy
Il devient le directeur de cabinet de Nicolas Sarkozy, tout d'abord de 2002 à 2004 successivement à l'Intérieur et à l'Économie et aux Finances, puis à nouveau de juin 2005 à mars 2007 à l'Intérieur. Entretemps, il est nommé au ministère des Finances.
Lors de la présidentielle en 2007, il est directeur de campagne de Nicolas Sarkozy, après le refus du président Jacques Chirac de le nommer préfet de police de Paris.

### Secrétaire général de la présidence de la République
Une fois élu, Nicolas Sarkozy le nomme, le 16 mai 2007, secrétaire général de la présidence de la République. L'influence importante qu'il a auprès du président de la République lui vaut les surnoms de « cardinal », « Premier ministre bis » ou « vice-président ».
Début 2010, il fait valoir ses droits à la retraite en tant que préfet hors-classe à compter du 18 janvier 2010. Il reste néanmoins secrétaire général de la présidence de la République et cumule donc son traitement avec sa retraite de préfet.

### Ministre de l'Intérieur, de l'Outre-mer, des Collectivités territoriales et de l'Immigration

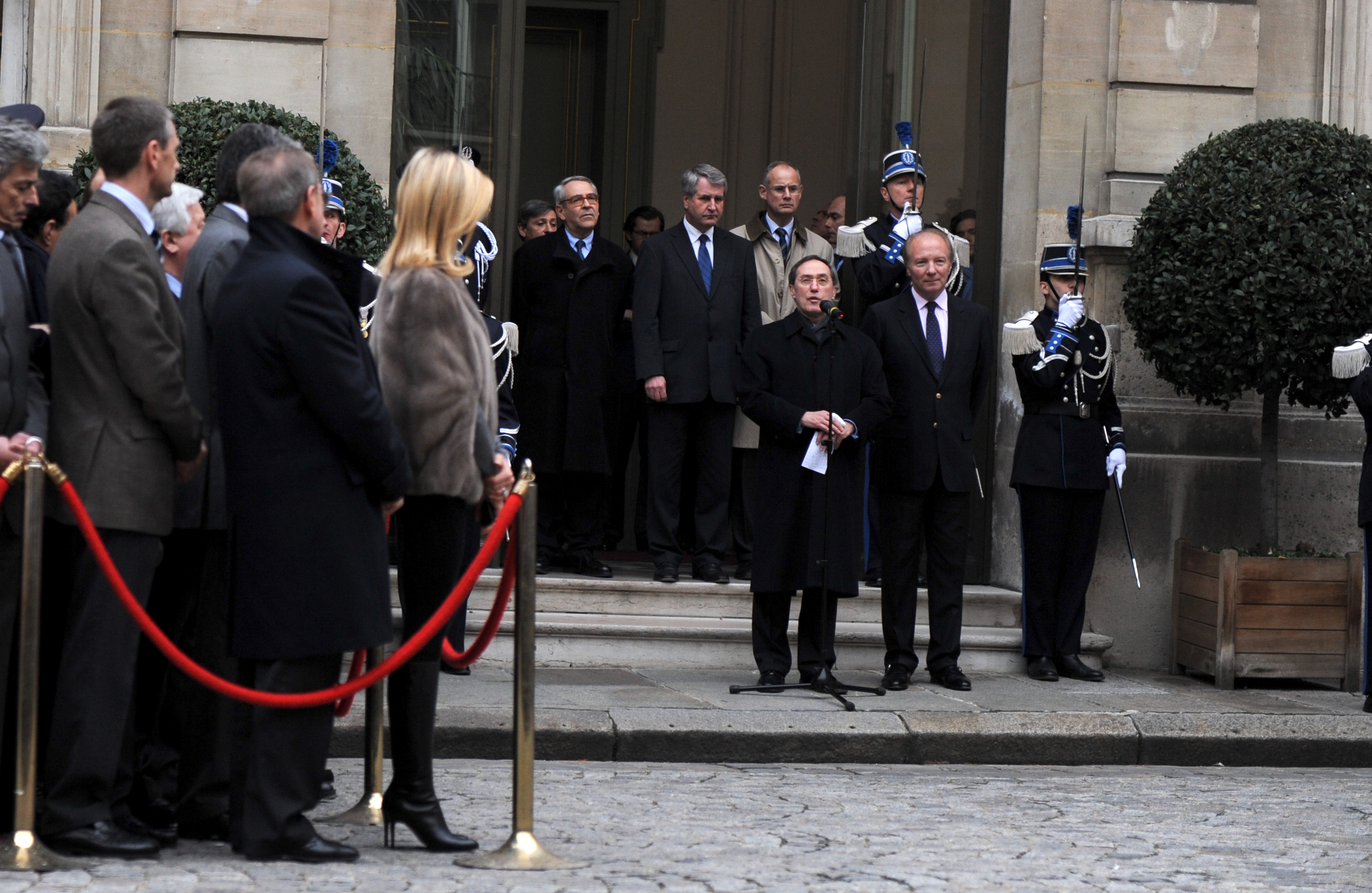
Claude Guéant, Ministre de l'Intérieur, de l'Outre-mer, des Collectivités territoriales et de l'Immigration le 28 février 2011 lors de la passation de pouvoir avec son prédécesseur, Brice Hortefeux.

Claude Guéant est nommé ministre de l'Intérieur, de l'Outre-mer, des Collectivités territoriales et de l'Immigration le 27 février 2011. Il s'installe à l'hôtel de Beauvau le lendemain, après la passation de pouvoir avec son prédécesseur, Brice Hortefeux.
Il est considéré comme un représentant de l'aile droite de l'UMP et est souvent accusé par l'opposition d'être sur la même ligne politique que le Front national, : moins d’un mois après avoir succédé à Brice Hortefeux, le ministre tient, sur l'immigration et les musulmans, divers propos jugés insultants par l’opposition et qui ne font pas l'unanimité à l'UMP,,. De même, il affirme le 4 février 2012 lors d'un colloque de l'Union nationale inter-universitaire (UNI) :

« Il y a des comportements, qui n'ont pas leur place dans notre pays, non pas parce qu'ils sont étrangers, mais parce que nous ne les jugeons pas conformes à notre vision du monde, à celle, en particulier de la dignité de la femme et de l'homme, a-t-il déclaré. Contrairement à ce que dit l'idéologie relativiste de gauche, pour nous, toutes les civilisations ne se valent pas. Celles qui défendent l'humanité nous paraissent plus avancées que celles qui la nient. Celles qui défendent la liberté, l'égalité et la fraternité nous paraissent supérieures à celles qui acceptent la tyrannie, la minorité des femmes, la haine sociale ou ethnique. En tout état de cause, nous devons protéger notre civilisation. »

Ce discours, préparé par le philosophe Yves Roucaute, provoque un tollé et conduit à une question du député Serge Letchimy pendant les questions au gouvernement du 7 février 2012, pendant laquelle il déclare à Claude Guéant : « Vous nous ramenez jour après jour à ces idéologies européennes qui ont donné naissance aux camps de concentration », ce qui provoque un incident de séance.
A la tête de ce ministère, il contribue à porter le projet de loi concernant l'immigration, l'intégration et la nationalité, prenant ainsi la suite de l'action des ministres Eric Besson et Brice Hortefeux, jusqu'à son adoption par le Parlement en mai 2011 et sa publication en juin.
Fin mai 2011, il rédige une circulaire sur le sujet de l'immigration professionnelle, couramment appelée « circulaire Guéant ». Celle-ci est contestée par des organisations étudiantes, qui l'accusent de restreindre la possibilité pour les étudiants étrangers de travailler en France après y avoir obtenu leur diplôme. Cette circulaire est abrogée un an plus tard, peu après l'arrivée de François Hollande au pouvoir.
En 2011, Claude Guéant se déclare opposé à toute dépénalisation de l'usage du cannabis en France, considérant que cela irait à l'encontre d'une lutte efficace contre les trafics.
Fin mai 2011, il annonce un renforcement des mesures répressives dans le domaine de la sécurité routière.
Le 22 mars 2012, il est confronté aux attentats de mars 2012 à Toulouse et Montauban. Devant l'absence totale de mouvement à l'intérieur du domicile de Mohammed Merah, Claude Guéant exprime des doutes sur le fait qu'il soit encore vivant et ordonne l'assaut. La consigne est de le prendre vivant. Le terroriste est tué lors de l'assaut donné par les policiers du RAID.
Le 6 mai 2012, Claude Guéant fait publier le décret d'application de la loi Loppsi 2, fusionnant le STIC policier (système de traitement des infractions constatées) avec le JUDEX de la gendarmerie (système judiciaire de documentation et d'exploitation). Le 8 mai 2012, trois jours avant la démission du gouvernement dont il fait partie, le ministre de l’Intérieur fait publier le décret d'application d'une autre mesure de la loi Loppsi 2, le « fichier d'analyse sérielle ».

### L'après gouvernement
Sa candidature aux législatives de 2012 dans la 9e circonscription des Hauts-de-Seine est contestée dans l'opposition et au sein de son camp politique. Il est finalement battu au second tour (avec 38,41 %) par le dissident UMP Thierry Solère (39,35 %).
Il soutient François Fillon en vue du congrès pour la présidence de l'UMP, puis apporte son soutien à la motion Droite forte, la motion déposée par Guillaume Peltier et Geoffroy Didier, se réclamant du sarkozysme, en février 2013.

## Carrière dans le secteur privé
Le 19 décembre 2012, il fait usage de la passerelle (décret du 3 avril 2012), qui autorisait tout ancien haut fonctionnaire titulaire d'une maîtrise de droit et ayant exercé une activité juridique pendant au moins huit années à devenir avocat (disposition abrogée en mars 2013). Présentant l'épreuve orale portant sur le Code de déontologie des avocats, il recueille la note de 18/20 à cet examen. Il prête le serment d’avocat au palais de justice de Paris. Selon l'annuaire du barreau de Paris, il n'exerce plus depuis le 13 juin 2017.
En août 2013, il est nommé conseiller stratégique de International Mining & Infrastructure Corporation plc, groupe minier actif au Gabon et au Cameroun. Il exerce la fonction sans en informer l'Ordre des avocats de Paris. Claude Guéant quitte cet Ordre le 13 juin 2017.

## Affaires judiciaires et controverses

### Affaire Sarkozy-Kadhafi, financement de la campagne présidentielle de 2007

#### Claude Guéant et la Libye
Claude Guéant, directeur de campagne du candidat Nicolas Sarkozy pour la campagne présidentielle de 2007, s'était rendu à plusieurs reprises en Libye entre 2005 et 2007 pour y rencontrer de hauts dignitaires du régime Kadhafi. Avant de devenir directeur de campagne, il avait occupé le poste de directeur de cabinet de Nicolas Sarkozy au ministère de l'intérieur. Officiellement, ses visites en Libye avaient pour but de parler d’immigration et de lutte contre le terrorisme. En coulisses, le cabinet Sarkozy et Ziad Takieddine négocient en secret des contrats commerciaux : ventes d’armes ou gisement gazier pour le groupe Total. Il fut aussi l’homme clé de la tentative de blanchiment judiciaire d’Abdallah Senoussi, patron des services spéciaux libyens et beau-frère de Mouammar Kadhafi, condamné en 1999 à une peine de perpétuité en France dans l'affaire de l'attentat contre le DC10 d'UTA et visé depuis lors par un mandat d'arrêt international. En mars 2011, à quelques jours de l’offensive militaire occidentale en Libye qui aboutira quelques mois plus tard à son exécution, Kadhafi avait affirmé qu’un « grave secret » allait « entraîner la chute de Sarkozy, voire son jugement en lien avec le financement de sa campagne électorale ». Quelques jours après, son fils Saif al-Islam Kadhafi avait déclaré : « Il faut que Sarkozy rende l'argent qu'il a accepté de la Libye pour financer sa campagne électorale. C'est nous qui avons financé sa campagne, et nous en avons la preuve ».

#### Affaire Takieddine: information judiciaire ouverte en 2013
À la suite des enquêtes sur l'homme d'affaires Ziad Takieddine dans l'organisation d'un financement de la campagne électorale de Nicolas Sarkozy de 2007 par le chef d'état libyen Mouammar Kadhafi à hauteur de 50 millions d'euros, le parquet de Paris ouvre le 19 avril 2013 une information judiciaire contre X… pour «  corruption active et passive », « trafic d'influence, faux et usage de faux », « abus de biens sociaux », « blanchiment, complicité et recel de ces délits ».
Selon Ziad Takieddine – intermédiaire dans les ventes d'armes entre la France et le Pakistan, condamné le 15 juin 2020 à 5 ans de prison ferme – « M. Guéant donnait des indications bancaires à M. Bachir Saleh », ex-directeur du cabinet de Kadhafi, qui « faisait des comptes rendus écrits de ses visites en France, destinés à M. Kadhafi ». M. Guéant a qualifié ces déclarations « d'affabulations », « Jamais quelque Libyen que ce soit, quelque autorité libyenne que ce soit, n'est passé par mon intermédiaire pour alimenter des enrichissements personnels ou bien la campagne de 2007».
Moussa Koussa, ancien chef des secrets extérieurs libyens a été entendu le 5 août 2014 par des magistrats au Qatar, où il s’était exilé pendant la guerre avec l'assentiment de la France. Selon lui le régime Kadhafi « avait des relations fortes avec la France, c’est M. Claude Guéant, qui était mon interlocuteur. On se suivait ». Moussa Koussa est le signataire de la note révélée par Mediapart sur le déblocage de 50 millions d’euros au moment de la campagne 2007.
Le parquet de Paris diligente une enquête préliminaire qui conduit à la perquisition du domicile de Claude Guéant le 27 février 2013. La perquisition est également menée afin de déterminer le rôle qu'il a joué en tant que secrétaire général de l’Élysée lors de l'arbitrage rendu en faveur de Bernard Tapie dans le cadre de l'affaire du Crédit lyonnais. Les saisies effectuées lors de cette perquisition ont conduit à l’ouverture de nouvelles enquêtes comme celle sur l’affaire des tableaux d'Andries van Eertvelt.

#### Garde à vue et mise en examen en mars 2015
Dans le cadre de cette enquête, Guéant est placé en garde à vue le 6 mars 2015 puis fait l’objet d’une mise en examen pour « blanchiment de fraude fiscale en bande organisée », « faux et usage de faux » dans le cadre de l'enquête sur le soupçon de financement libyen de la campagne de 2007 de Nicolas Sarkozy. Dans le même temps, un nouveau protagoniste de cette affaire, l'homme d'affaires saoudien Ali Bugshan, proche d'un autre intermédiaire français lié au clan Sarkozy, Alexandre Djouhri, a également été mis en examen.

#### Confiscation des biens immobiliers en juin 2017
Les juges d'instruction ont pris une ordonnance de confiscation à l'encontre de l'appartement parisien et de la résidence secondaire de Claude Guéant. Ce dernier peut continuer à occuper ses biens mais ne peut pas les vendre. L'enquête révèle que Claude Guéant n'a retiré que 800€ d'espèce de son compte bancaire entre mai 2003 et fin 2012, alors qu'il est soupçonné d'avoir « manipulé au moins 200 000 euros » en cash sans que l'on connaisse l'origine de ces fonds, ce qui conduit les policiers à s'interroger sur son « usage immodéré des espèces ».

#### Autres mises en examen en 2018 et 2020
Dans le cadre de l'enquête sur le présumé financement libyen de la campagne de Nicolas Sarkozy en 2007, Claude Guéant est de nouveau mis en examen, cette fois pour « financement illégal de campagne électorale », « recel de détournement de fonds publics » et « corruption passive ». Il a été mis en examen le 3 décembre 2020 pour «association de malfaiteurs» après neuf autres infractions dans ce dossier,.
Le 24 août 2023, le procureur national financier Jean-François Bohnert annonce que Claude Guéant sera jugé en correctionnelle, aux côtés de Nicolas Sarkozy, Brice Hortefeux, Éric Woerth et 9 autres personnes, devant la 32e chambre du tribunal correctionnel de Paris, du 6 janvier au 10 avril 2025.
Il est finalement jugé à partir de janvier 2025 pour les délits d'usage de faux, de blanchiment de fraude fiscale en bande organisée, de trafic d'influence passif, de corruption passive, de blanchiment de corruption passive et de trafic d’influence passif en bande organisée, de complicité de corruption passive, de complicité de financement illégal de campagne électorale, de recel de corruption passive et d'association de malfaiteurs.
Le 27 mars 2025, le parquet financier requiert à l'encontre de Claude Guéant une peine de six ans de prison ferme et de 100 000 euros d'amende. 

### Affaire des sondages de l'Élysée
Le 3 juin 2015, il est entendu dans l'enquête sur les sondages de l'Élysée. Ces investigations portent sur la régularité des contrats conclus sous le quinquennat de Nicolas Sarkozy entre l'Élysée et neuf instituts de sondage, notamment la société Publifact de Patrick Buisson sans mise en concurrence préalable. La garde à vue est levée le jour même au soir. Si Claude Guéant n'est alors pas mis en examen, la justice met la main sur des notes signées de sa main qui attestent son implication.
Le 29 juillet 2015, Patrick Buisson est à son tour entendu puis mis en examen pour « recel de délit de favoritisme », « abus de biens sociaux » et « détournement de fonds publics par un particulier ».
Claude Guéant est mis en examen le mardi 23 février 2016 pour « complicité de favoritisme » et placé sous le statut de témoin assisté pour « complicité de détournement de fonds publics ». Le 21 janvier 2022, Claude Guéant est condamné en première instance, à un an de prison, dont quatre mois avec sursis, avec mandat de dépôt différé. Incarcéré depuis une précédente décision dans l’affaire des primes en liquide du ministère de l’intérieur, il choisit d'être absent de l'audience. Il fait appel du jugement. Le procès a lieu à partir du 5 mai 2025.

### Affaire des tableaux flamands
Au cours de la perquisition effectuée le 27 février 2013 dans le cadre du financement libyen de la campagne de Nicolas Sarkozy en 2007, les enquêteurs découvrent un versement de 500 000 euros sur son compte bancaire ainsi que des factures payées en liquide, pour environ 25 000 euros. Claude Guéant prétend que les 500 000 euros viennent d'une vente de deux tableaux d'Andries van Eertvelt à un avocat malaisien. Or le ministère de la Culture a affirmé n'avoir jamais reçu de demande de certificat d'exportation pour la vente des œuvres de van Eertvelt, alors que tout tableau d'une valeur supérieure à 150 000 euros doit obtenir ce document pour sortir de France. Le délit d’exportation illégale de trésors nationaux est passible de deux années d’emprisonnement et d’une amende de 450 000 euros.
Or le montant de cette vente à l'exportation, qui n'aurait pas été déclarée aux douanes, est supérieur aux cours de ces tableaux selon les experts. Les toiles d'Andries van Eertvelt, spécialiste des batailles navales, se vendent, en moyenne, à 41 000 euros. Et, selon Artprice, la « valeur type » d'un tableau comparable à ceux évoqués par Claude Guéant, est de 15 127 euros (hors frais). Claude Guéant a été placé en garde à vue dans le cadre de cette affaire le vendredi 6 mars 2015. Les enquêteurs soupçonnent le cabinet d'avocats d’être une simple « boîte à lettres » dans la transaction, et la vente de tableaux un écran pour des mouvements de fonds suspects. L’affaire porte sur beaucoup plus que des montages financiers autour des tableaux d’un peintre hollandais sans renom. Elle plonge dans les arcanes de l'État et amène la justice à visiter les coulisses des contrats internationaux, un monde parallèle avec ses intermédiaires occultes.
Le banquier soupçonné d’avoir effectué le virement en sa faveur, Wahib Nacer (dont les domiciles et bureaux ont été perquisitionnés le 31 mars 2015 en Suisse, de même que ceux de l’intermédiaire Alexandre Djouhri, ce proche de Dominique de Villepin devenu, après 2007, l’un des conseillers officieux de Guéant), était l’un des gestionnaires des comptes de Bachir Saleh, le patron du puissant fonds d’investissement libyen en Afrique. Les juges d’instruction ont estimé que Claude Guéant avait participé à la « confection d’un ensemble de documents (promesse d’achat, lettre, facture) destinés à formaliser la vente fictive » des tableaux.
Après avoir juré n’avoir jamais reçu le moindre cadeau d’Alexandre Djouhri, Claude Guéant reconnaît devant le juge d'instruction, le 2 décembre 2020, qu’il s’est fait offrir en 2006 une montre de la marque suisse Patek Philippe d'une valeur de 11000 € (en plus des 500 000 € versés en 2008 en lien avec Bachir Saleh). Il reconnaît aussi avoir reçu en 2006 une pièce d'un kilogramme d'or de la part de Sergueï Pougatchev, ancien sénateur russe alors proche de Vladimir Poutine. À la suite de cette audition, Claude Guéant est mis en examen pour corruption passive.
À la suite de l'absence de déclaration de ce virement au titre de l’impôt sur le revenu, un redressement fiscal de 535 000 euros lui est adressé (50 % d'impôt sur la prestation rémunérée, 85 000 euros d'intérêts de retard et 200 000 euros de pénalité pour « manœuvres frauduleuses »). Initialement cassé pour erreur de droit par le Conseil d'État en 2023, le redressement est confirmé en 2025.

### Condamnation pour détournement de fonds publics dans l’affaire dite«des primes de cabinet»
Claude Guéant a reçu des sommes d'argent en liquide non déclarées pour environ 210 000 euros, provenant selon lui de « primes de cabinet ». Il assure que ces sommes lui ont été versées lorsqu'il était directeur de cabinet de Nicolas Sarkozy au ministère de l'intérieur. Claude Guéant affirme que « cela vient de primes payées en liquide. Elles n'ont pas été déclarées car ce n'était pas l'usage. A posteriori, on se dit que c'était anormal. D'ailleurs, ça a été modifié. ». Or, les « fonds spéciaux » des ministères ont été supprimés en 2002 par Lionel Jospin, et n’existaient plus au moment où Claude Guéant prétend les avoir perçus. Ces arguments sont également démentis par les anciens ministres Daniel Vaillant et Roselyne Bachelot. Le 2 mai 2013, Manuel Valls annonce l'ouverture d'une enquête interne concernant les « primes de cabinet » qui auraient été versées au ministère de l'Intérieur.
Un rapport d’inspection de juin 2013 indique que Guéant, « à partir de l’été 2002 et au plus tard jusqu’à l’été 2004 », a perçu environ 10 000 euros en liquide par mois, prélevés sur le budget alloué aux frais d’enquête et de surveillance de la police.
La Cour des comptes précise le 4 mars 2014 que 34 millions d’euros de frais d'enquête ont été perçus par le cabinet du directeur général de la police nationale entre 2002 et 2012 (où se sont succédé Michel Gaudin, puis Frédéric Péchenard). L'emploi de ces sommes est « totalement discrétionnaire » : « Il n'en a été conservé aucune pièce justificative jusqu'en 2011 ».

#### 2013: enquête préliminaire
Une enquête préliminaire est ouverte le 14 juin 2013 par le parquet de Paris pour « détournements de fonds publics et recel ». Elle conduit à la garde à vue de Claude Guéant et de Michel Gaudin (ancien directeur général de la police nationale) le 17 décembre 2013. L’enquête préliminaire Guéant-Gaudin est ensuite transférée du parquet de Paris au parquet national financier (PNF). Le PNF annonce le 11 mai 2015 le renvoi en correctionnelle par voie de citation directe de Claude Guéant et de Michel Gaudin. Le parquet national financier leur reproche des faits de « détournement de fonds publics, complicité et recel », pour des primes en espèces que se versaient des membres du cabinet Sarkozy de la place Beauvau, en les prélevant sur l’enveloppe des frais d’enquête des policiers. Des factures trouvées lors d'une perquisition en 2013 montrent d'importants achats en espèces pour son appartement personnel pour 47 434 euros entre 2006 et 2009.

#### 2015: condamnations en première instance
Le 13 novembre 2015, Claude Guéant est condamné par le tribunal correctionnel de Paris pour « complicité de détournement de fonds publics et recel » à deux ans de prison avec sursis, 75 000 euros d’amende et cinq ans d’interdiction d’exercer toute fonction publique. Dans ses motivations, le tribunal précise que Claude Guéant a, « dans une volonté assumée d'enrichissement de lui-même et de ses plus proches collaborateurs, volontairement transgressé les lois de la République et détourné des fonds publics, évalués à 210 000 euros. Ces faits commis au sommet de la hiérarchie du cabinet ministériel, par un éminent représentant du pouvoir exécutif dont les fonctions exigent une probité irréprochable, portent une atteinte d'une extrême gravité à l'ordre public dont le ministère de l'intérieur a précisément pour mission de faire assurer le respect. Ils constituent en outre une atteinte aux valeurs de la démocratie républicaine et à la transparence de la vie publique, participant de la défiance que les citoyens peuvent nourrir à l'égard de la politique, des institutions et de ceux qui les gouvernent. »

#### 2017-2021: aggravation des condamnations en appel, pourvoi en cassation rejeté, incarcération
Claude Guéant fait appel de ce jugement et le 23 janvier 2017, la cour d'appel de Paris aggrave les peines en le condamnant à deux ans de prison dont un ferme, assortis d'une amende de 75 000 euros, ainsi que de l’interdiction d’exercer toute fonction publique pendant cinq ans. L'avocat de Claude Guéant, Philippe Bouchez El Ghozi, annonce se pourvoir en cassation,.
Le 16 janvier 2019, la Cour de cassation confirme la peine prononcée par la cour d'appel de Paris en 2017. En définitive, Claude Guéant est condamné à : un an de prison ferme, et un an avec sursis et mise à l’épreuve ; une interdiction d’exercer toute fonction publique pendant cinq ans ; une amende de 75 000 euros ; rembourser 105 000 euros (dommages et intérêts).
En novembre 2021, une partie de son sursis et de sa liberté conditionnelle sont révoqués. Sur décision du parquet de Paris, il est incarcéré le 13 décembre 2021, pour une durée de 9 mois à la prison de la Santé. Cette décision fait suite au non-paiement de ses dettes à l'État après sa condamnation. Il est remis en liberté conditionnelle le 9 février 2022.

### Soupçons d'emploi fictif
Le 10 mai 2013, une autre information judiciaire contre X pour «détournements de fonds publics, complicité et recel » est ouverte par le parquet de Nanterre sur des soupçons d'emploi fictif concernant Philippe Pemezec, maire UMP de Le Plessis-Robinson, au cabinet de Christine Boutin, ministre du Logement de 2007 à 2008. Celle-ci affirme que ce "recrutement" était imposé par Claude Guéant. Le maire du Plessis-Robinson venait en effet de voir son élection à l'Assemblée nationale invalidée. Il se cherchait un point de chute et l'aurait trouvé avec l'aide de Claude Guéant, pour un salaire mensuel de 5 400 €, quasi équivalent à l'indemnité parlementaire qu’il venait de perdre.

### Confusion patrimoine personnel/mobilier national
Le 14 mai 2013, la presse révèle que Claude Guéant a conservé une œuvre de peinture de James Houra offerte à l’État lors d'une visite officielle en novembre 2011 par le président ivoirien Alassane Ouattara. Or, selon une circulaire de François Fillon : « Les cadeaux offerts aux membres du gouvernement ou à leur conjoint, dans le cadre de l'exercice des fonctions gouvernementales, notamment à l'occasion des visites effectuées à l'étranger (…) sont, pour leurs auteurs, la manifestation de la volonté d'honorer la France. C'est donc à l'État qu'ils s'adressent, au-delà de la personne du récipiendaire (…). Il est par conséquent normal qu'ils n'entrent pas dans le patrimoine personnel du ministre ou de sa famille. » Claude Guéant n'aurait donc pas dû conserver ce tableau en quittant ses fonctions, mais devait en théorie le remettre au service Mobilier national. Contacté par Le Monde, celui-ci indique n'avoir « jamais reçu de demande de versement sur cette œuvre », comme les services du ministère auraient dû le faire en principe.

### Affaire Tapie-Crédit lyonnais
Le parquet de Paris a ouvert en septembre 2012 une information judiciaire pour « usage abusif de pouvoirs sociaux et recel de ce délit ». Dans le cadre de cette procédure, les trois juges d’instruction du pôle financier de Paris chargés de l’affaire, Serge Tournaire, Guillaume Daïeff et Claire Thépaut ont fait procéder à des perquisitions, notamment aux domiciles des trois juges arbitres, de Bernard Tapie, de Christine Lagarde et de son ex-directeur de cabinet, Stéphane Richard, ainsi qu'aux cabinets de Me Lantourne, l'avocat de Bernard Tapie ; et enfin au domicile de Claude Guéant, secrétaire général de l'Élysée au moment de l'arbitrage.
Dans cette affaire, cinq personnes, dont Bernard Tapie, son avocat Maurice Lantourne, un des trois juges-arbitres, Pierre Estoup, et l'ancien directeur de cabinet de Christine Lagarde à Bercy, Stéphane Richard, ont été mis en examen pour escroquerie en bande organisée.
Le 26 mai 2014, Claude Guéant est placé en garde à vue dans le cadre de l'enquête sur son rôle dans l'affaire Tapie - Crédit lyonnais. Devant les enquêteurs, Stéphane Richard a expliqué que son « interlocuteur à l'Élysée sur ce dossier [avait] été M. Guéant », « apparu dès le départ très impliqué sur cette affaire ». Claude Guéant est appelé à détailler ses relations avec Bernard Tapie et expliquer les nombreuses visites de l'homme d'affaires à l'Élysée, en 2007 et 2008, dans une période cruciale pour l'arbitrage. Parmi elles, une réunion-clé, qu'il avait convoquée, à la fin de juillet 2007, en présence de Bernard Tapie.

### Soupçon de trafic d’influence avec un oligarque turc en fuite
En juin 2018, Paris Match révèle que Guéant fut rémunéré par un sulfureux milliardaire turc en cavale, Cem Cengiz Uzan, condamné pour détournements de fonds en Turquie, en Grande-Bretagne et aux États-Unis, et qui aurait trouvé refuge en France grâce à Claude Guéant alors au pouvoir .

### Affaire des comptes de campagne des élections législatives de 2012
Pour avoir sciemment minoré ses comptes de campagne alors qu'il était candidat en 2012 à la députation dans les Hauts-de-Seine et ainsi obtenu un remboursement de plus de 30 000 euros, Claude Guéant est condamné par le tribunal de Nanterre, en première instance, le 22 novembre 2022, à dix-huit mois d’emprisonnement, dont douze assortis d’un sursis probatoire, ainsi qu'à une amende de 30 000 euros. La condamnation est assortie d'une interdiction d’exercer toute profession commerciale ou industrielle pendant une durée de cinq ans. Il doit enfin verser 30 529 euros au titre du remboursement indu de ses frais de campagne à l’agent judiciaire de l’État, constitué partie civile. Claude Guéant étant absent lors du rendu du délibéré, son avocat annonce faire appel de ce jugement.

## Décorations

### Décorations françaises
En conséquence de sa condamnation pour détournement de fonds publics dans l'affaire des primes de cabinet en liquide, rendue définitive le 16 janvier 2019 par la Cour de cassation, Claude Guéant est exclu de l'ordre de la Légion d'honneur et de l'ordre national du Mérite à compter du 16 janvier 2019, par arrêtés du 17 mai 2019. Les décorations suivantes lui sont retirées définitivement,, :
- Chevalier de la Légion d'honneur ;
- Commandeur de l'ordre national du Mérite[110] ;

Par arrêté du 12 novembre 2019, Claude Guéant est également définitivement exclu de l'ordre des Palmes académiques.

### Décorations étrangères
- Grand officier de l'ordre national de la république de Côte d'Ivoire en janvier 2012[112].

Sa condamnation entraîne aussi l'interdiction de porter en France toute décoration étrangère, notamment la décoration de l’ordre national de la république du Congo.

## Publication
- Quelques vérités à vous dire, éditions de l'Archipel, 2017.

### Dans la fiction
- 2011 : dans le film La Conquête, son rôle est interprété par Hippolyte Girardot.
- 2013 : dans le téléfilm La Dernière Campagne, son rôle est interprété par Patrick Schneider.